# آنتی‌ژن‌های توموری

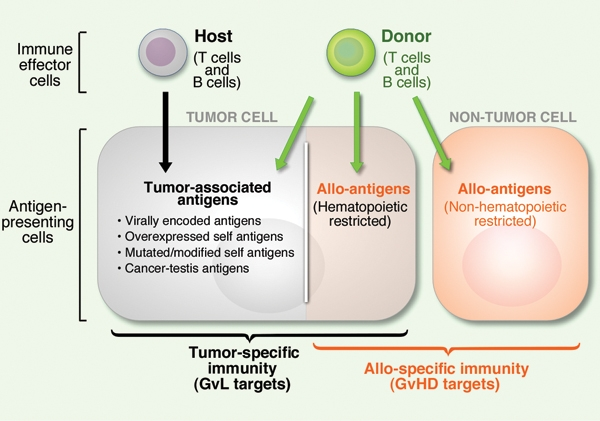
آنتی‌ژن‌‌های توموری

آنتی‌ژن‌‌های اختصاصی تومور (به انگلیسی: Tumor specific antigens) دسته ای از آنتی‌ژن‌ها هستند که به‌صورت اختصاصی در سلول‌های توموری بیان می‌گردند اما در سلولهای طبیعی بیانی ندارند. آنتی‌ژن‌های توموری که درسطح سلول‌های طبیعی هم بیان می‌شوند آنتی‌ژن‌های همراه با تومور یا Tumor Associated antigens نامیده می‌شوند. بیشتر اطلاعات ما در مورد این آنتی‌ژن‌ها محدود به آنتی‌ژن‌هایی است که بوسیله سلول‌های T سایتوتوکسیک + CD8(کشنده) شناسایی می‌شوند. آنتی‌ژن‌های توموری شناسایی شونده توسط این سلول‌ها پپتیدهایی هستند که از پروتئین‌هایی منشأ می‌گیرند که در سیتورول هستند و همراه مولکول‌های MHC-I بر سطح سلول تومور بیان می‌شوند. بیشتر تومورهای انسانی میزان زیادی از گلیکوپروتئین‌ها یا گلیکولیپیدهای سطحی را بیان می‌کنند که می‌توانیم از آنها به عنوان مارکرهای تشخیصی اختصاصی استفاده نماییم. این مولکول‌های تغییر یافته شامل: موسین‌ها ، آنتی‌ژن‌های گروه‌های خونی، گانگلوزیدها می‌باشند. برخی جنبه‌های فنوتیپ بدخیم تومورها و تهاجم بافتی به علت وجود گلیکولپیدها و گلیکوپروتئین غیرعادی در سطح این سلول‌ها است. بیشتر آتنی بادی‌های تولید شده توسط بر ضد همین گروه‌های کربوهیدراتی یا هسته‌های پپتیدی این آنتی‌ژن‌ها می‌باشد. اما مشکل آنجاست که اپی توپ‌های قابل شناسایی توسط این آنتی‌بادی‌ها به‌طور ویژه فقط برروی آنتی‌ژن‌های سطح تومور بیان نمی‌شوند بلکه در سلول‌های توموری به میزان بیشتری بیان می‌شوند. این نوع از آنتی‌ژن‌های همراه تومور هدف بیشتر آنتی‌بادی‌های درمانی ضد سرطان قرار می‌گیرند.